# Bucos
Bucos es una freguesia portuguesa del concelho de Cabeceiras de Basto, con 17,10 km² de superficie y 615 habitantes (2001). Su densidad de población es de 36,0 hab/km².